# Anthony Heald
Pour les articles homonymes, voir Heald.
Anthony Heald est un acteur américain né le 25 août 1944 à New Rochelle.
Il est connu pour ses rôles dans X-Men : L'Affrontement final, Le Silence des agneaux, Le Client, Kiss of Death, Un cri dans l'océan, Bons baisers d'Hollywood, L'Affaire Pélican.

## Biographie
A. Heald est surtout connu pour ses rôles dans les séries télévisées, notamment des apparitions dans X-Files : Aux frontières du réel, New York, police judiciaire, Numbers, Preuve à l'appui, NCIS : Enquêtes spéciales, The Practice et surtout dans Boston Public.
Dans la série télévisée Boston Public, créée par David E. Kelley, il interprète le personnage de Scott Guber, l'adjoint du proviseur. Scott Guber, personne étrange et fascinée par la musique classique.
Il mène également une carrière théâtrale qui lui a valu d'être cité au Tony Award. Il remporta un Obie Award (pour Digby, Henry V, Quatermaine's Thems, The Foreigner ) et un Theater Word Award pour Missalliance.

## Filmographie
- - Silkwood (1983) : 2nd Doctor at Union Meeting
  - Teachers (1984) : Narc
  - The Beniker Gang (1984) : Mr. Uldrich
  - Outrageous Fortune (1987) : Weldon
  - Happy New Year (1987) : Dinner Guest
  - Orphans (1987) : Man in Park
  - Postcards from the Edge (1990) : George Lazan
  - The Silence of the Lambs (1991) : Dr. Frederick Chilton
  - The Super (1991) : Ron Nessim
  - Whispers in the Dark (1992) : Paul
  - Searching for Bobby Fischer (1993) : Fighting Parent
  - The Ballad of Little Jo (1993) : Henry Grey
  - The Pelican Brief (1993) : Marty Velmano
  - The Client (1994) : Trumann
  - Kiss of Death (1995) : Jack Gold
  - Bushwhacked (1995) : Reinhart Bragdon
  - A Time to Kill (1996) : Dr. Wilbert Rodeheaver
  - Deep Rising (1998) : Simon Canton
  - 8mm (1999) : Daniel Longdale
  - L'Échange (film, 2000) : Ted Fellner
  - Red Dragon (2002) : Dr. Frederick Chilton
  - X-Men: The Last Stand (2006) : FBI Mystique Interrogator
  - Admis à tous prix (2006) : Dean Richard Van Horne
  - Sam & Cat (2014): Dr. Slarm
  - Alone de John Hyams (2020) : Robert
  - Hunters (série télévisée, 2020) : Dr Mann